# Concatedral de Cristo Rey (Belgrado)
La Concatedral de Cristo Rey o simplemente Catedral de Cristo Rey (en serbio: ко-Катедрала Христа Краља) es un lugar de culto católico situado en Krunska 23, en el centro de la ciudad de Belgrado, Serbia. Es la iglesia católica más antigua de la ciudad y fue, entre 1924 y 1988, la catedral de la arquidiócesis de Belgrado.
Su construcción se llevó a cabo solamente en 1924: de hecho, desde 1914 negociaciones se llevaron a cabo entre la Santa Sede y el Gobierno de Serbia para la construcción de una iglesia. El nuevo templo, dedicado a San Ladislao, fue consagrado solemnemente por el nuncio apostólico Pellegrinetti el 7 de diciembre de 1924 y elevado al rango de catedral de la nueva archidiócesis de Belgrado, siendo el primer arzobispo Ivan Rafael Rodić. En 1926, la iglesia fue ampliada y alcanzó su tamaño actual, se dedicó a Cristo Rey al año siguiente, además de instarle el nuevo órgano de tubos y las campanas. Entre 1966 y 1971, un período en el que Ciril Zajec fue vicario de la catedral, se amplió la parroquia local y el presbiterio se rediseño de acuerdo a las nuevas normas litúrgicas dictadas por el Concilio Vaticano II. Desde 1988, cuando se consagró la nueva catedral dedicada a la Asunción de María, la Iglesia de Cristo Rey ha asumido el título de concatedral y se utiliza principalmente para encuentros diplomáticos, misas de réquiem y reuniones interreligiosas.

## Véase también

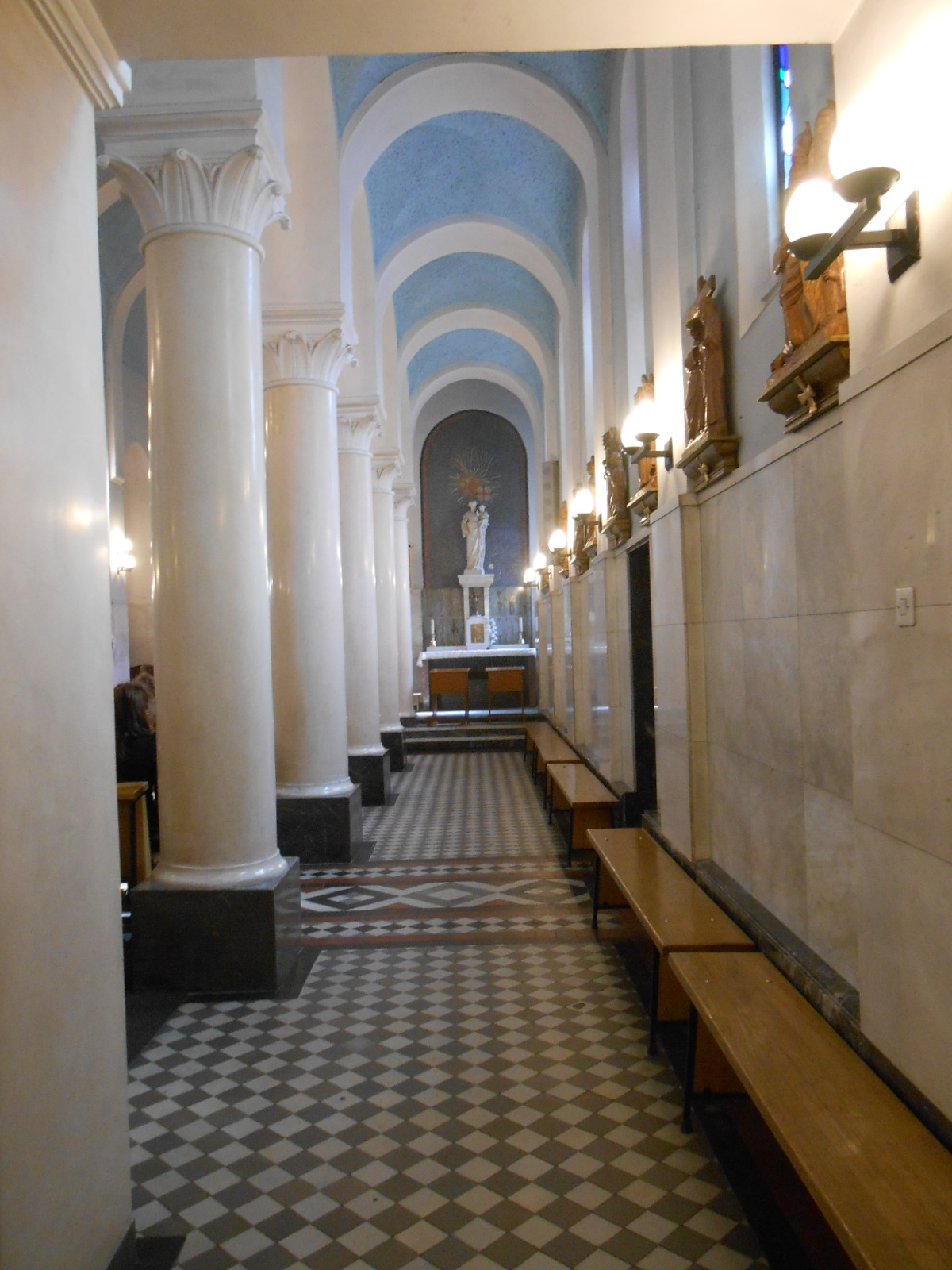
Vista interna